# Perioada africană (Picasso)

Les Demoiselles d'Avignon — Domnișoarele din Avignon - Cele două figuri feminine din dreapta imaginii, datorită redării aspectului fețelor lor precum niște măști africane, semnalizează începuturile gândirii artistului de a folosi elemente clare de primitivism modern, dar de inspirație africană, de unde și denumirea celei de-a treia perioade artistice importante a creației lui Picasso, după cele roz și albastră.

Perioada africană din creația artistică a lui Picasso, care a durat din 1906 până în 1909, cu delimitări aproximative, a fost perioada creației lui Pablo Picasso, când artistul vizual spaniol a adoptat un stil puternic influențat de sculptura africană, în general, iar, în particular, stilul său a manifestat puternice conotații influențate de măștile tradiționale africane, precum și de arta Egiptului antic, acestea adăugate peste influențele studiilor efectuate de artistul spaniol asupra sculpturii iberice și a artei pictorilor Paul Cézanne și El Greco.
Această perioadă, proto-cubistă, de fapt, se suprapune cronologic cu cea africană, este perioada care a urmat primelor două perioade majore ale creației artistice a lui Picasso, celei albastre și celei roz, a fost, de asemenea numită și Perioada Negro, ori, chiar Perioada Neagră.
Picasso s-a inspirat și a folosit experiența dobândită în urma studierii acestor aspecte multiple ale artei africane, atât în timpul perioadei ce îi poartă numele, dar și mulți ani după aceea.

## Perioade artistice anterioare

### Perioada albastră

Femeie care calcă haine (La Repasseuse), pictură din 1901, corespunzând începutului perioadei albastre a lui Picasso.

Perioada albastră este o perioadă importantă în producția artistică a lui Pablo Picasso, situată temporal aproximativ între 1901 și 1904. Perioada își ia numele de la nuanța dominantă în albastru, a picturilor pictate de tânărul artist, pe atunci având doar 20 de ani și ceva.
De asemenea, această perioadă constituie prima dintre cele opt (după unii critici și istorici de artă) sau zece variațiuni stilistice (după alții), pe care ar urma a experimenta producția artistică a lui Picasso. Perioada albastră precede perioada sa roz (1904 - 1906 / 1907).
Lunga depresie suferită de Pablo Picasso, din 1901 până în 1904, cauzată în special de moartea celui mai bun prieten al său, artistul vizual spaniol Carles Casagemas, care se sinucisese în urma dragostei sale față de actrița de cabaret Germaine Pichot, combinată cu traiul în sărăcie la Paris, departe de țara sa natală, Spania, a fost combinația generatoare a epocii culorilor reci, albastrul, griul și negrul fiind predominante. Această perioadă dificilă este resimțită puternic în opera sa, unde folosește doar nuanțe reci, de aceea,  aceast interval de timp este denumit „perioada albastră.” 

### Perioada roz
Schimbarea în bine a stării generale a artistului vizual spaniol se produce în 1904, când a întâlnit-o pe Fernande Olivier, care i-a devenit model, apoi muză și parteneră de viață, pentru următorii ani. În același timp, pe plan artistic și mai larg social, a întâlnit mulți artiști spanioli și francezi, de diferite orientări, cu care a legat prietenii puternice. Și-a recăpătat astfel gustul vieții și, de atunci, și-a orientat paleta cromatică spre culori calde, folosind mai multe tonuri de portocaliu, roșu și roz. Artistic, a intrat astfel în „perioada roz.” 

## Context istoric
Ca o consecință a expansiunii imperiului francez în Africa Subsahariană, la începutul secolului al XX-lea, foarte multe artefacte africane, incluzând lucrări de artă africane, au fost aduse la Paris. În plus, presa, clar dezinformată, chiar fabulantă, era plină de povești exagerate despre canibalism și povești exotice despre regatul african Dahomey, în timp ce maltratarea africanilor din Congoul belgian fusese expusă în populara carte a lui Joseph Conrad, Inima întunericului.

Perfect posibil, chiar probabil, din cauza acestui climat, Picasso, precum și alți artiști, de varii orientări, au început să studieze și apoi să se inspire din arta africană. Interesul lui Picasso pentru arta africană a fost stârnit parțial și de Henri Matisse, care i-a arătat o figurină din lemn de tip Kongo-Vili.
În mai și/sau iunie 1907, Picasso a experimentat, ceea ce a numit el însuși, mai târziu, „o revelație,” în timp ce privea piese de artă africană, expuse la muzeul etnografic de la Palais du Trocadéro. Descoperirea de către Picasso, urmată de revelația sa la analizarea artei africane au influențat aspecte ale picturii sale, prima dată clar vizibile în pictura Les Demoiselles d'Avignon. Finalizată în luna iulie a aceluiași an, atmosfera generală, deși dominată de culoarea roz, precum numele omonim al perioadei roz, este o cu totul alta, în special în tratarea fețelor a celor două figuri din partea dreaptă a compoziției. Deși mulți curatori de artă modernă au încercat să potrivească măștile africane individuale cu fețele acestor figuri, măștile africane folosite în aceste exemple nu au fost întotdeauna exacte, ceea ce denotă folosirea mai multor idei stilistice, prezente în mai multe lucrări.
Picasso a continuat să dezvolte un stil de tip „primitiv,” sau, mai corect de genul primitivismului, care era clar derivat din arta africană, egipteană și iberică, în anii anteriori începerii fazei de cubism analitic a picturii sale, care s-a întâmplat în și după anul 1910.  Printre alte lucrări notabile, din perioada africană a lui Picasso, se pot aminti și Bustul unei femei (1907, expus în Galeria Națională, Praga, Cehia), Mama și copilul (vara lui 1907, aflat la Musée Picasso, Paris, Franța), Nud cu brațele ridicate (1907, Muzeul Thyssen-Bornemisza, Madrid, Spania) și Trei femei (vara lui 1908, Muzeul Ermitaj, Sankt Petersburg, Rusia).

## Controverse
Privind din perspectivă istorică, mai multe probleme, referitoare la perioada africană, au fost evidențiate, incluzând și chestionarea originilor acestui gen de artă pentru Picasso. Primitivismul, din punct de vedere estetic, a fost adesea folosit de europenii care împrumutau din culturile non-occidentale. Deși este clar că Picasso s-a inspirat în mare măsură din estetica acelor culturi, care nu sunt ale sale, mulți istorici de artă și critici au susținut că acest tip de împrumut a fost determinat de conotația exprimării moderniste a spaniolului.
Istoricul de artă Kobena Mercer acoperă extensiv și intensiv celebra pictură Les Demoiselles d'Avignon, a lui Picasso, în cartea sa despre arta diasporei negre, intitulată „Călătorește și vezi.” Mercer susține că schimbarea stilistică a lui Picasso către o estetică de inspirație africană (sau „primitivistă”) a fost individualistă și modernă, în timp ce „artiștii minoritari,” (aparținând altor culturi, conform interpretării date de Mercer), primesc puțină sau niciun fel de recunoaștere pentru munca lor inspirată de propria lor cultură.
De asemenea, ar putea fi considerat problematic - conform „uzuanțelor” acelui timp - faptul că în Demoiselles d'Avignon, femeile pictate, purtând măști asemănătoare celor africane, ar putea fi (sau chiar „menite să fie”) prostituate din cartierul roșu al Barcelonei. Conform acestei interpretări, Picasso maschează aceste corpuri albe (de fapt roz) pentru a face sexualizarea lor acceptabilă pentru publicul european.
De altfel, Picasso însuși spunea exact despre pictura sa și, specific despre această pictură, Demoiselles d'Avignon:
| “ | [Pictura] ... Nu este un proces estetic; este o formă de magie care se interpune între noi și universul ostil, un mijloc de a prelua puterea prin impunerea unei forme atât asupra terorilor noastre, cât și asupra dorințelor noastre. | ” |

Pentru artistul vizual spaniol, „transplantat” în Montmartre, aceste măști erau o conexiune a oamenilor între ei și cu universul „ostil” pe care dorea să-l confrunte arta lui.